# Paul Forell
Paul Forell (14 gennaio 1892 – 3 agosto 1959) è stato un calciatore tedesco, di ruolo centrocampista.